# Награда Момо Капор
Награда Момо Капор је књижевна и ликовна награда која се додјељује једном годишње на дан рођења Моме Капора (8. април). Награду додјењује Задужбина „Момчило Момо Капор“, са циљем да очува сјећање на Мому Капора и помаже развој умјетности.
Додјељује се умјетницима са простора Србије, Српске и Црне Горе и за књиге објављене на српском језику. Наизмјенично се додјељује једне године за књижевност, друге за ликовну умјетност, како би се очувало сјећање на два Момина талента. Састоји од сребрне плакете у облику школице и новчаног износа.

## Добитници
Прва награда Момо Капор је додјељена за књижевност, Емиру Кустурици за књигу Смрт је непровјерена гласина.. 
- 2011. Емир Кустурица за аутобиографски спис Смрт је непровјерена гласина.[4]
- 2012. Владимир Дуњић за ликовну уметност.[1]
- 2013. Петер Хандке за роман Моравска ноћ.[5]
- 2014. Мирјана Маодуш за ликовну уметност.
- 2015. Драган Јовановић Данилов за књигу Таласи београдског мора.[6]
- 2016. Жељко Ђуровић за ликовну уметност.
- 2017. Лабуд Драгић за роман Кукавичја пилад у издању Српске књижевне задруге.[7][8]
- 2018. Васа Доловачки за ликовну уметност.[9]
- 2019. Неле Карајлић за роман Солунска 28 у издању Лагуне.[10]
- 2020. Петар Мошић за ликовну уметност.[11]
- 2022. Весна Голдсворти за роман Гвоздена завеса.[12][13]
- 2023. Снежана Петровић за ликовну уметност.[14]
- 2025. Марко Кусмук за ликовну уметност[15]